# Пам'ятник Віті Коробкову
Пам'ятник Віті Коробкову — пам'ятник піонеру-партизану Віті Коробкову, розташований у місті Феодосія у сквері по вулиці Горького. Автори – скульптор В. М. Подольський і архітектор В. З. Купріянов.
Збір коштів на будівництво пам'ятника був організований за ініціативою комсомольців у 1957 році. Активну участь в цьому заході взяла молодь Феодосії, Криму і всієї України. Відкритий у червні 1959 року на загальноміському мітингу.
Пам'ятник виготовлений із бронзи на постаменті з полірованого темно-сірого мармуру і вирішений традиційними для 1950-х років композиційно-пластичними прийомами. Ретельно пропрацювали всі деталі, аж до найдрібніших збірок одягу.
Монумент зображає піонера-партизана, що крадеться біля стіни із згорнутою листівкою в руках. На постаменті висічений напис:
«Славному піонеру-партизану Віті Коробкову, який загинув в боротьбі з фашистськими загарбниками 9 березня 1944 року.
 Від піонерів України». 